# Circondario di Zara
Il circondario di Zara era l'unico circondario in cui era suddivisa la provincia di Zara.

## Storia
Il circondario venne istituito nel 1923 contemporaneamente alla nuova provincia di Zara.
Venne soppresso nel 1927 come tutti i circondari italiani.

## Suddivisione
Il circondario si suddivideva nei mandamenti di Lagosta e Zara.